# Полетинци
Полетинци е село в Западна България. То се намира в община Кюстендил, област Кюстендил.

## География
Село Полетинци се намира в планински район в Кюстендилското Краище, по западните склонове на Земенската планина, северозападно от гр. Кюстендил.
Селото е разпръснат тип, образувано от махали: Луковска, Пещерска, Пантелевска, Каменичка, Чифличка, Ломничка, Клявкова, Платнарска, Падинска, Пашина, Змейска, Манчова и Тънкина.
Климат: планински, умерен, преходно континентален.
Името на селото идва от „По-летин“ – роден след лятото.
През годините селото принадлежи към следните административно-териториални единици: Община Долно Уйно (1949-1958), община Драговищица (1958-1961), община Долно Уйно (1961-1978), община Драговищица (1978-1987) и Община Кюстендил (от 1987 г.). 

## Население
| Година    | 1866 | 1880 | 1900 | 1926 | 1934 | 1946 | 1956 | 1965 | 1975 | 1984 | 2010 |
| Население | 178  | 270  | 294  | 556  | 546  | 489  | 285  | 150  | 91   | 70   | 35   |

## История
Няма запазени писмени данни за времето на възникване на селото. Останките от антично и късносредновековно селище, крепост и некропол свидетелстват, че районът е населяван от дълбока древност.
Село Полетинци е старо средновековно селище.
Първото известно име на селото е „Китка“. По време на османското нашествие селото е опожарено от турците. Малцината оцелели се разпръсват и създават две махали-„Манчова и Пантелевска“ на скрити и труднодостъпни места. В последсвие идват нови заселници и създават останалите махали.
Регистрирано е в турски данъчен регистър от 1570-1572 г. под името Полтинско, Пултинску като тимар към нахия Сирищник на Кюстендилския санджак със 70 домакинства, 73 ергени, 8 бащини и 2 вдовици. В списъка на джелепкешаните от 1576-77 г. е записано като село Полетинско към кааза Ълъджа (Кюстендил) с 6 данъкоплатци.
През 1866 г. селото има 22 домакинства със 178 жители.
В края на XIX век Полетинци има 4840 дка землище, от които 2227 дка ниви, 2032 дка гори, 264 дка естествени ливади, 300 дка пасища, 17 дка лозя и др. и се отглеждат 891 овце, 479 кози, 188 говеда и 66 коня. Основен поминък на населението са земеделие, скотовъдство и домашни занаяти.
След Освобождението е открито училище, което през 1885 г. се премества в новопостроената училищна сграда. През 1928 г. е открито читалище.
През 1931 г. е основана Кредитна кооперация „Единство“. През 1934 г. кооперацията построява кооперативен дом. След въвеждане на държавния монопол в банковото дело (1947) става всестранна. През 1953 г. влиза в състава на Селкооп „Съгласие“ – с. Долно Уйно.
През 1950 г. се създава ТКЗС„Емил Шекерджийски“, което от 1979 г. е в състава на АПК – с. Драговищица.
Селото е електрифицирано (1956) и водоснабдено (1983). Центърът и пътищата за съседните села са асфалтирани.
В началото на XXI век в резултат на промените в страната след 1989 г. и засилената миграция населението намалява. Активни миграционни процеси.

## Религии
Село Полетинци принадлежи в църковно-административно отношение към Софийска епархия, архиерейско наместничество Кюстендил. Населението изповядва източното православие.

## Исторически, културни и природни забележителности
- Църква "Света Петка (Параскева)".
- Оброк „Свети Пантелеймон“. Намира се на около 1,5 км югозападно от църквата в махала Пантелеевска, до старо дъбово дърво. Мястото е оградено с нисък зид – суха зидария.
- Оброк „Свети Дух“. Намира се на около 125 метра североизточно от църквата, в местността „Селище“.
- Оброк „Свети Илия“. Намира се на около 750 метра западно от църквата, в местността „Полетински камък“.
- Паметник на убити партизани в местността „Черенец“.
- Паметник на Кюстендилския партизански отряд „Драговищица“ – в местността „Полетински камък“.

## Личности
Майстор Георги Манчов-построил през 1885 г.църквата „Свети свети Кирил и Методи“ в село Багренци, която за времето си е с внушителна конструкция с форма на трикорабна псевдобазилика.
Максим Емилов Стоянов-19.02.1952-16.02.2010 г.-Единсвеният доброволец от местното население участник в потушаването на големия горски пожар през 2007 г. Спасил две махали от пожара и десетки декари гори.